# 万景峰
万景峰（マンギョンボン）は、朝鮮民主主義人民共和国平壌市の市街西郊12kmにある山。一帯は万景台（マンギョンデ）と呼ばれる丘陵で、大同江に面した景勝地。
万景台は、外国人が旅行で平壌を訪問する際には、案内員の同行案内によって必ず訪問する場所となっている。
主に元山と新潟を結ぶ貨客船（万景峰号）の名の由来でもある。